# Constantin Karadja
El príncipe Constantin Jean Lars Anthony Démétrius Karadja (La Haya, 24 de noviembre de 1889 - Bucarest, 28 de diciembre de 1950) fue un diplomático, político, bibliógrafo y bibliófilo rumano, miembro honorario desde 1946 de la Academia rumana. Descendía de una familia aristocrática con raíces bizantinas de Constantinopla y gobernantes de Valaquia en los siglos XVIII y XIX.

## Lazos familiares
Constantin era hijo del príncipe Jean Karadja Pasha (1835-1894) y Marie Louise Smith, de Suecia, también conocida como princesa María Karadja (1868-1943). En 1920 se casó con una princesa de parentesco lejano nativa de Rumania llamada Marcela Elena Caradja (1896-1971) con las que tuvo dos hijos:
- PríncipeJean Aristide Constantin Georges Caradja (1917 a 93), casado con Minna Frieda Auguste Starke (1911 a 1992).
- Princesa Marie-Marcelle Nadeje Karadja (1919 a 2006).

## Educación y estudios
Barrister en leyes en Inglaterra, con estudios en el Framlingham College y Londres, hablaba inglés, francés, alemán, rumano, sueco, danés y noruego, así como latín y griego. Siendo europeo por educación , Karadja se casó y estableció en Rumania en 1916. Se naturalizó e ingresó al servicio diplomático en 1920, sriviendo a Rumania en misiones como cónsul en Budapest (1921-1922), cónsul general en Estocolmo (1928-1930) y Berlín (1931-1941). Con conocimientos sólidos en economía, también trabajó como consejero del Ministerio de Finanzas, y participó en 1927 como jefe de la delegación rumana a la Conferencia económica internacional en Ginebra. Editó además un manual diplomático y consular.

## Actividades bibliográficas, bibliófilas e históricas
Siendo un apasionado bibliófilo y coleccionista, Constantin Karadja creó una de las colecciones de libros raros y antiguos más importantes del sudeste europeo, actualmente conservada en parte en la Biblioteca Nacional de Rumania y en la academia rumana en Bucarest. Mientras estuvo acreditado como cónsul general en Berlín, y paralelamente a sus actividades diplomáticas, continuó sus estudios sobre incunables, completando en esta época su «Lista de incunables en el territorio rumano».
Publicó importantes trabajos en relación con la historia de Rumania: utilizando fuentes hasta ese entonces desconocidas, surgidas de su propia investigación, publicó en 1934 su famosa obra «The oldest sources published on Romanian history» En 1940 también presentó a la Academia rumana las primeras menciones a Dacia y los rumanos descubiertas en dos incunables de 1454 y 1472. Más de la mitad de los numerosos artículos científicos de Karadja fueron publicados en tres periódicos de Nicolae Iorga. Como resultado de su actividad bibliográfica y de investigación fue admitido como miembro honorífico de la Academia rumana el 3 de junio de 1946. Su carta de recomendación fue firmada por dieciocho académicos notables, incluyendo a Ion Nistor, Alexandru Lapedatu, Dimitrie Pompeiu, Gheorghe Spacu, Emil Racoviţă, Iorgu Iordan, Constantin Ion Parhon, Nicolae Bănescu, Constantin Rădulescu-Motru, Ştefan Ciobanu, Radu R. Rosetti, y Silviu Dragomir. Fue expulsado de la academia por los comunistas dos años después, en 1948. Luego de la revolución de 1989 fue restablecido como miembro.

## Actividad diplomática
Influenciado por su educación jurídica y humanística, Constantin Karadja siguió constantemente los principios de la justicia internacional respecto de los derechos humanos. No cedió a presiones políticas, doctrinas en boga o potenciales oportunismos, sino que se comprometió con perseverancia en la protección de los derechos de los ciudadanos rumanos en el exterior, independientemente de su raza o religión.
Como cónsul general rumano en Berlín (1931-1941), y como director del departamento consular del ministerio rumano de asuntos exteriores, (15 de junio de 1941 - 17 de octubre de 1944), «en ambas funciones, durante una década y media, Karadja desarrolló una intensa actividad para salvar a los judíos rumanos sorprendidos por la guerra en el reino de la muerte» «Decenas de miles deben sus vidas a su excepcional persistencia, abnegación, determinación y amplitud que subrayaron su largo compromiso en favor de los judíos rumanos durante el régimen nazi».
Poco después de su despido el 17 de octubre de 1944 fue renombrado por el nuevo ministro de relaciones exteriores, Constantin Vişoianu. El 1º de septiembre de 1947 fue despedido nuevamente, esta vez en forma definitiva. Esta fue una de las últimas medidas tomadas por el ministro Gheorghe Tătărescu, que un mes después debió ceder su puesto a Ana Pauker.
Luego la pensión de Karadja dejó de pagarse. En una atmósfera de incertidumbre y amenaza, falleció el 29 de diciembre de 1950.

## Reconocimiento póstumo
El 15 de septiembre de 2005 Constantin Karadja recibió del instituto Yad Vashem en Jerusalén el título póstumo de Justo entre las Naciones durante una ceremonia en la embajada de Israel en Berlín, en presencia del embajador rumano. Sus esfuerzos diplomáticos se han presentado en detalle sobre la base de numerosas cartas, memorandos e informes que envió a sus superiores, incluyendo a Mihai Antonescu. Estos documentos se encuentran en los archivos del ministerio rumano de relaciones exteriores y en el Museo del Holocausto en Washington D. C.. Por medio de estos documentos, Karadja salvó a más de 51 000 personas de la deportación y el exterminio, la mayoría de ellos judíos de países de Europa invadidos por los nazis, especialmente Alemania, Francia y Hungría, pero también de Grecia, e Italia.